# カウセア・ナタノ

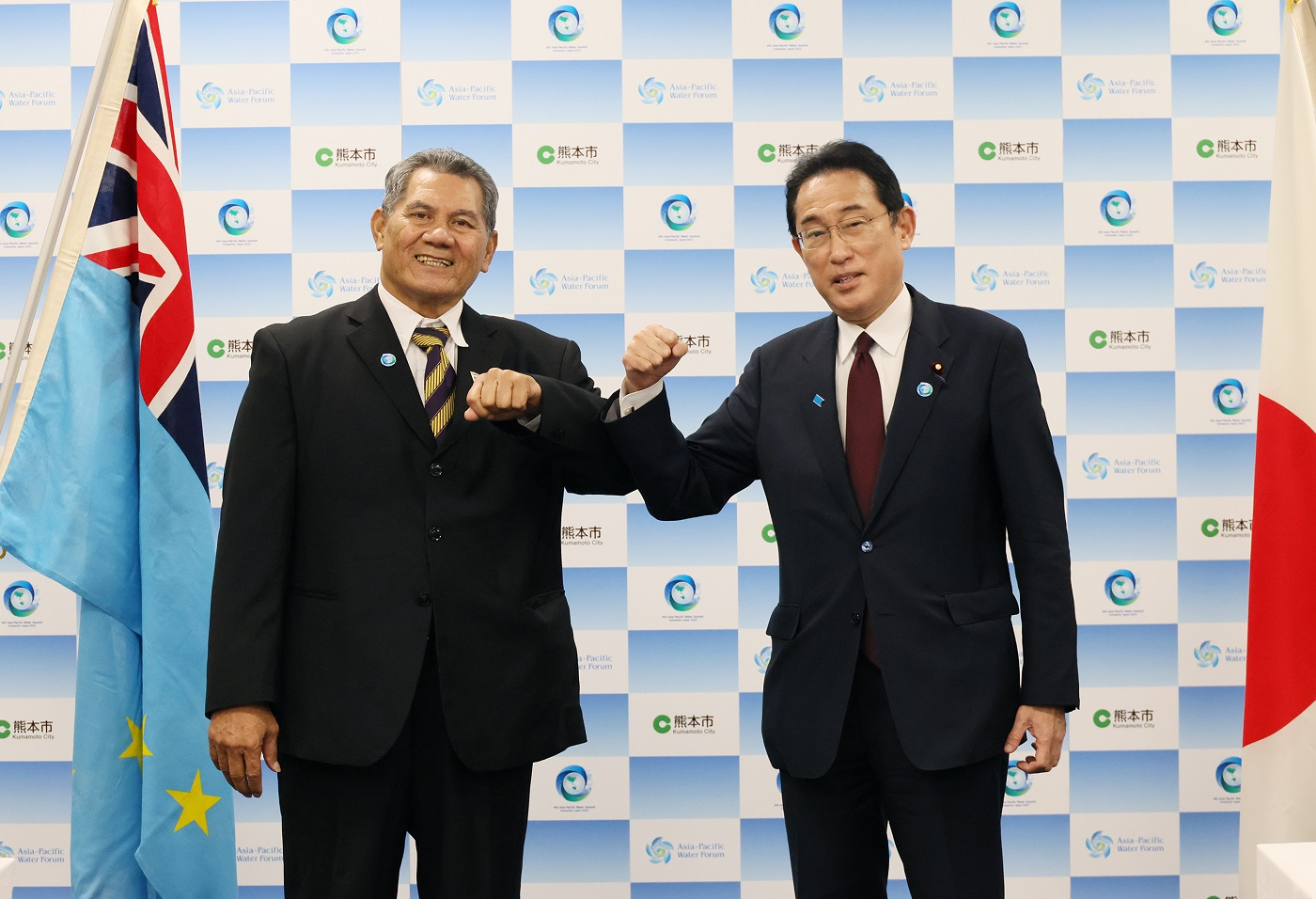
2022年4月23日、熊本市で開催された第4回アジア・太平洋水サミットにて岸田文雄と会見したナタノ

カウセア・ナタノ（Kausea Natano、1957年7月5日 -）はツバルの政治家。2019年から2024年まで首相を務めた。
イギリス植民地時代のギルバート諸島（現在のキリバス）にあった国王ジョージ5世中等学校に通った後、南太平洋大学を卒業した。政界進出までは関税局長や財務経済開発省の事務次官、ツバル国立銀行取締役などを務めていた。2002年にツバル議会選挙で初当選し公共会計委員長に任命されて以来、18年以上に渡って政治家を続け、公共事業大臣や副首相などを歴任した。
2010年9月の議会選挙後に議会内で行われた首相選出選挙ではマアティア・トアファに8対7で敗れた。2019年9月19日に議会で行われた首相選出選挙で、16人の議員のうち10人の賛成によりナタノが選出された。
2021年7月2日にテレビ会議方式で開催された第9回太平洋・島サミットでは日本の菅義偉首相と共同議長を務めた。
2024年1月26日に執行された総選挙ではフナフティ選挙区において、新人候補のトゥアファファ・ラタシと前外務大臣のサイモン・コフェに次ぐ第3位となり落選した。通常は選挙の1週間後から10日後に国会議員の中から新首相が選ばれ内閣が発足することになるが、選挙の時期に発生した低気圧と高潮を原因とする悪天候により議員らが首都に集まることができず、次期首相選出の日程が決まらない状況となっていた。選挙から1か月後の2月26日、議会は議員16人全員の賛成で元検事総長のフェレティ・テオを首相に選出した。
妻のセレパ・カウセア・ナタノとの間に娘1人、息子3人がいる。